# IC 1246
IC 1246 је појединачна звијезда у сазвјежђу Херкул која се налази на листи објеката дубоког неба у Индекс каталогу.
Деклинација објекта је + 20° 14' 13" а ректасцензија 17h 14m 12,4s.